# Rebordelo (Vinhais)
Rebordelo é uma povoação portuguesa sede da Freguesia de Rebordelo do Município de Vinhais, freguesia com 22,15 km² de área e 605 habitantes (censo de 2021), tendo, por isso, uma densidade populacional de 27,3 hab./km².

## Demografia
A população registada nos censos foi:
| Distribuição da População por Grupos Etários | Distribuição da População por Grupos Etários | Distribuição da População por Grupos Etários | Distribuição da População por Grupos Etários | Distribuição da População por Grupos Etários |
| -------------------------------------------- | -------------------------------------------- | -------------------------------------------- | -------------------------------------------- | -------------------------------------------- |
| Ano                                          | 0-14 Anos                                    | 15-24 Anos                                   | 25-64 Anos                                   | > 65 Anos                                    |
| 2001                                         | 90                                           | 74                                           | 317                                          | 184                                          |
| 2011                                         | 49                                           | 64                                           | 285                                          | 220                                          |
| 2021                                         | 32                                           | 38                                           | 247                                          | 288                                          |

## Património
- Igreja Paroquial de Rebordelo
- Capela de Nossa Senhora de França
- Capela de Santo André